# نوو بردو
نوو بردو (به صربی: Ново Брдо) شهری در منطقه پریشتینا کشور Kosovo field (region) است که در سرشماری سال ۲۰۱۱ میلادی، ۶٬۷۲۰ نفر جمعیت داشته‌است.